# Pia Hildebrand
Pia Hildebrand (* 2. Juni 1991 in Schwedt/Oder) ist eine ehemalige deutsche Handballspielerin, die zuletzt beim deutschen Verein SG Handball Rosengarten unter Vertrag stand.

## Karriere
Hildebrand begann das Handballspielen bei der SSV PCK 90 Schwedt. Mit 14 Jahren schloss sie sich dem Frankfurter HC an. Ab dem Jahr 2007 besuchte sie an das Viborger Handball College. Ab diesem Zeitpunkt spielte die Rückraumspielerin für Viborg HK, mit dem sie 2008 die dänische U18-Meisterschaft gewann. Ab der Saison 2009/10 gehörte sie zum Kader der Damenmannschaft, die in der höchsten dänischen Spielklasse spielten. Am 10. Februar 2010 gab Hildebrand gegen SønderjyskE ihr Ligadebüt, bei dem sie zwei Treffer erzielte. Seit Sommer 2011 ging sie für den deutschen Zweitligisten SG Handball Rosengarten auf Torejagd, den sie zur Saison 2013/14 mit dem Wechsel zur HSG Bensheim/Auerbach wieder verließ. Im Sommer 2016 kehrte sie zur SG Handball Rosengarten zurück. Nach der Saison 2016/17 legte sie eine Pause ein.
Hildebrand gehörte dem Kader der deutschen Juniorinnen-Nationalmannschaft an. Mit dieser nahm sie im Jahr 2010 an der U20-Weltmeisterschaft teil, wo die deutsche Mannschaft den siebten Rang belegte.